# Die Mechanismen der Skandalisierung
Die Mechanismen der Skandalisierung. Zu Guttenberg, Kachelmann, Sarrazin & Co. Warum einige öffentlich untergehen – und andere nicht ist ein 2012 durch den empirischen Kommunikationswissenschaftler Hans Mathias Kepplinger vom Institut für Publizistik der Johannes Gutenberg-Universität Mainz beim Olzog Verlag in Neuauflage erschienenes sozialwissenschaftliches Werk. Die Erstausgabe stammte von 2001 und wurde unter dem Titel Die Kunst der Skandalierung und die Illusion der Wahrheit veröffentlicht. 2005 erschien eine zweite Auflage, die mehrfach rezensiert wurde, als: Die Mechanismen der Skandalierung. Die Macht der Medien und die Möglichkeiten der Betroffenen. In seinem Werk entwickelte er eine empirisch fundierte Skandaltheorie.

## Inhalt
Das Buch handelt in fünfzehn Kapiteln von den großen medialen Skandalen und ihren Opfern in unserer Zeit. Kepplinger untersucht empirisch u. a. die Plagiatsaffäre Guttenberg, den Kachelmann-Prozess und die Kontroverse um das Buch Deutschland schafft sich ab von Thilo Sarrazin. Er unterscheidet zwischen Fällen, die zum Skandal werden und anderen, die die notwendige mediale Aufmerksamkeit nicht erlangen. Kepplinger analysiert die Empörung von Menschen, zieht Vergleiche mit historischen Schauprozessen und untersucht die positiven und negativen Folgen eines Skandals. Die Skandalisierung verläuft nach seinen Beobachtungen, ausgehend vom Missstand – „Verstoß gegen die herrschende Moral oder das geltende Recht“ – immer nach den gleichen Regeln (empirisch fundierte Skandaltheorie) und ist abhängig von der Art der Kommunikation. Betroffene können sich, wie die Beispiele Joschka Fischer, Jörg Kachelmann und Thilo Sarrazin zeigen, durch ein Gegenwirken („inner-publizistischer Konflikt“) entlasten.

## Rezeption
In der Frankfurter Rundschau urteilte der Journalist Thomas Schuler: „Wenn man Kepplingers Werk gelesen hat, kann man ein anderes Buch richtig schätzen: Es heißt ‚Der entfesselte Skandal‘ von Bernhard Pörksen und Hanne Detel. Die beiden Medienwissenschaftler leisten darin das, was man von Kepplinger vergeblich erwartete: Einblick in diese neue Dimension der Skandale, der sie mit dem Buchtitel zugleich einen Namen geben.“
Wolfgang Michal rezensierte im Freitag: „Im Kern richtet sich Kepplingers Skandaltheorie aber gar nicht gegen die Medien. Im Kern kämpft Kepplinger gegen eine konkurrierende ‚linke‘ Skandaltheorie: Diese von ihm heftig kritisierte ‚funktionalistische Skandaltheorie‘ ist nämlich das glatte Gegenteil seiner pessimistischen Weltsicht. In der öffentlichen Enthüllung und Entrüstung sieht sie nicht den verlogenen, niederträchtigen Versuch, gewisse Leute mit miesen journalistischen Methoden aus dem Weg zu räumen, sondern – optimistisch und auch ein wenig blauäugig – den Jungbrunnen der Demokratie.“
Der freie Journalist Mirko Smiljanic kommentierte beim Deutschlandfunk: „[Das Buch] liest sich mit intellektuellem Genuss. Lernerfolge sind nicht ausgeschlossen: Mancher muss vielleicht seine Position bezüglich aktueller Skandale überdenken, auf jeden Fall wird nach der Lektüre der Blick auf künftige Skandale ein anderer sein.“
Die Einschätzung der Literaturkritikerin Kirstin Breitenfellner im österreichischen Falter  war: „[Mit dem Buch] liefert Hans Mathias Kepplinger eine solide Analyse des Phänomens des Medienskandals ab. Der Skandal stellt eine Sonderform des Klatsches dar, der allerdings nicht im Geheimen, sondern in den Massenmedien ausgetragen wird.“
Kepplinger äußerte sich 2012 zu Thesen seines Buches in Kommentaren u. a. im Tagesspiegel und in der Welt und führte ein Interview mit Deutschlandradio Kultur. 2014 fand er einführende Worte bei der Buchvorstellung Der neue Tugendterror von Thilo Sarrazin, der ihn oft in seinem Buch zitierte, im Gebäude der Bundespressekonferenz in Berlin. Außerdem war er gemeinsam mit Heribert Prantl und Peer Steinbrück beim Symposium Die Skandal-Republik. Die Rolle der Medien zwischen Information und Skandalisierung der Stiftung Recht & Gesellschaft geladen.

## Ausgaben
- Hans Mathias Kepplinger: Die Kunst der Skandalierung und die Illusion der Wahrheit. Erstauflage, Olzog, München 2001, ISBN 3-7892-8066-6.
- Hans Mathias Kepplinger: Die Mechanismen der Skandalierung. Die Macht der Medien und die Möglichkeiten der Betroffenen. 2. Auflage, Olzog, München 2005, ISBN 3-7892-8148-4.
- Hans Mathias Kepplinger: Die Mechanismen der Skandalisierung. Zu Guttenberg, Kachelmann, Sarrazin & Co. Warum einige öffentlich untergehen – und andere nicht. Neuauflage, Olzog, München 2012, ISBN 978-3-7892-8248-5.